# Walter Burghardt

Walter Burghardt

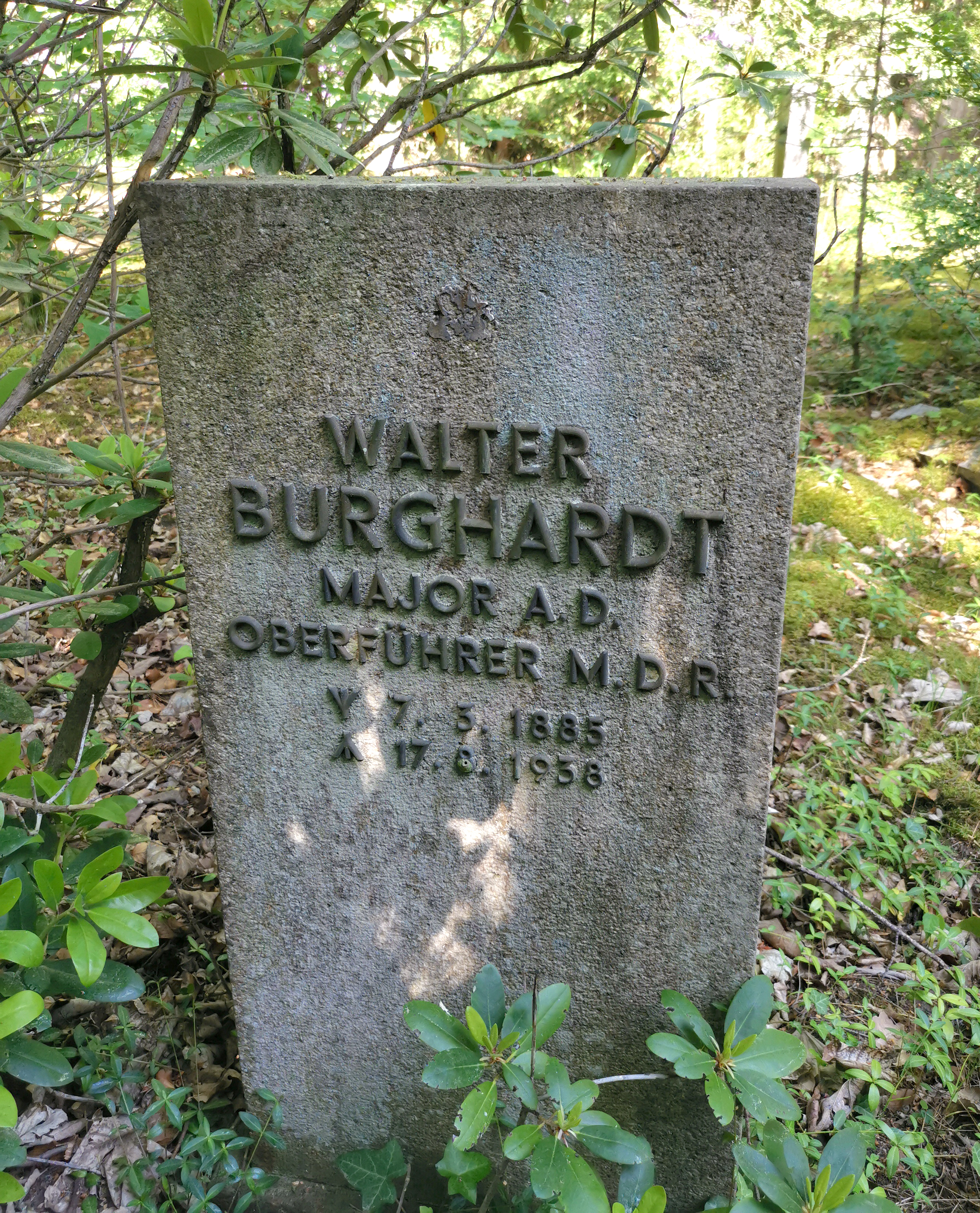
Grabstelle auf dem Südwestkirchhof Stahnsdorf

Walter Burghardt (* 7. März 1885 in Höngeda; † 17. August 1938 in Pullach bei München) war ein deutscher Politiker (NSDAP).

## Leben und Wirken
Nach dem Besuch der Volksschule und von humanistischen Gymnasien in Mühlhausen und Aschersleben wurde Burghardt an der Kriegsschule ausgebildet. 1905 trat er als Fahnenjunker in das 1. Unter-Elsässisches Infanterie-Regiment Nr. 132 in Straßburg ein. Von 1909 bis 1912 fungierte er als Bataillonsadjutant, dann von 1913 bis 1915 als Regimentsadjutant. Ab 1914 nahm Burghardt mit seinem Regiment am Ersten Weltkrieg teil. 1915 wurde er zum Hauptmann befördert und mit der Führung einer Kompanie betraut. 1916 wurde er Adjutant der 39. Infanteriedivision. Im September 1918 wurde er ins Preußische Kriegsministerium berufen. 1919 gehörte er dem Heeresabwicklungsamt als Major an. 1921 ließ er sich als Landwirt in Oberbayern nieder.
Burghardt wurde 1923 Mitglied der NSDAP und trat der neu gegründeten Partei zum 1. Februar 1933 erneut bei (Mitgliedsnummer 1.440.775). Ebenfalls 1932 wurde er Mitglied der Schutzstaffel (SS-Nummer 45.555). Im Mai 1935 wurde er als bisheriger Stabsführer des SS-Oberabschnitts Mitte als Nachfolger von Hans Döring zum Standartenführer des SS-Abschnittes II in Dresden ernannt. Am 30. Januar 1936 wurde er zum SS-Oberführer befördert. Am 1. Oktober 1936 wurde Burghardt in den Stab von Rudolf Heß in München versetzt. Sein Nachfolger in Dresden wurde der SS-Brigadeführer Emil Popp.
Von März 1936 bis zu seinem Tod saß Burghardt als Abgeordneter für den Wahlkreis 28 (Dresden-Bautzen) im nationalsozialistischen Reichstag. Für Burghardt rückte Georg Poxleitner nach.
Burghardt wurde auf dem Südwestkirchhof Stahnsdorf beigesetzt (Block Trinitatis, Feld 11a, Wahlstelle 99).